# Беганський Павло Вікентійович
Павло Беганський (біл. Павел Бяганскі, нар. 9 січня 1981, Вілейка, БРСР) — білоруський футболіст, нападник.

## Клубна кар'єра
На молодіжному рівні виступав за ДЮСШ (Молодечно) та РУОР (Мінськ). В складі останнього й розпочав свою дорослу футбольну кар'єру. У футболці мінського клубу виступав до 2000 року. У 2001 році приєднався до більш іменитого клубу, борисовського БАТЕ. З БАТЕ завоював друге в історії клубу золото в 2002 році. У тому сезоні Павло забив 4 м'ячі, часто з'являючись в основному складі, в тому числі провів усі 120 хвилин у золотому матчі проти «Німану». У наступному сезоні Беганський відзначився 16 разів у 27 зустрічах. Беганський покинув клуб в 2004 році, перейшовши на правах оренди до МТЗ-РІПО. У 2005 році на правах оренди виступав у казахському клубі «Женіс-Астана». У 2006—2007 роках виступав у солігорському «Шахтарі» та румунському «Оцелулі».
У 2008 році переїздить до України та підписує контракт з маріупольським «Іллічівцем», який на той час виступав в українській Першій лізі чемпіонату України. У складі маріупольської команди дебютував 18 березня 2008 року у переможному (2:1) виїзному поєдинку 20-го туру першої ліги чемпіонату України проти «Фенікса-Іллічовця». Павло вийшов на поле в стартовому складі та відіграв увесь поєдинок. Дебютним голом за «Іллічівець» відзначився 28 березня 2008 року на 65-ій хвилині переможного (3:0) домашнього поєдинку 22-го туру першої ліги проти київської «Оболоні». Беганський вийшов на поле в стартовому складі, а на 77-ій хвилині його замінив Андрій Гайдаш. За підсумками сезону 2007/08 років разом з маріупольцями став переможцем Першої ліги та здобув путівку до Прем'єр-ліги. Усього за період свого перебування в «Іллічівці» в чемпіонатах України зіграв 29 матчів та відзначився лише 5-ма голами.
У 2009 році Павло Беганський повернувся до Білорусі, де протягом сезону захищав кольори «Граніта» (Міклашвичі) та «Шахтаря» (Солігорськ). Сезон 2010 року розпочав у жодінському «Торпедо», а продовжив у Казахстані, в клубі «Тобол».
З 2011 по 2015 роки виступав у клубах «Річиця-2014» та «Дніпро» (Рогачов).

## Кар'єра у збірній
З 2002 по 2004 роки виступав у молодіжній збірній Білорусі. Зіграв 18 матчів, відзначився 4-ма голами.

## Кар'єра тренера
По завершенні кар'єри футболіста розпочав тренерську діяльність. Працює дитячим тренером у молодіжній академії БАТЕ.

## Досягнення

### Командні
БАТЕ
- Білоруська футбольна вища ліга
  -  Чемпіон (1): 2002
  -  Срібний призер (1): 2003
  -  Бронзовий призер (1): 2001

Женіс-Астана
- Кубок Казахстану
  - Володар (1): 2005

Шахтар (Солігорськ)
- Білоруська футбольна вища ліга
  -  Бронзовий призер (1): 2006

Іллічівець
- Перша ліга чемпіонату України
  -  Чемпіон (1): 2007/08

Тобол
- Прем'єр-ліга (Казахстан)
  -  Чемпіон (1): 2010

### Індивідуальні
БАТЕ
- Включений у список «22 найкращих футболіста чемпіонату» (2003)